# 双脚輪状文

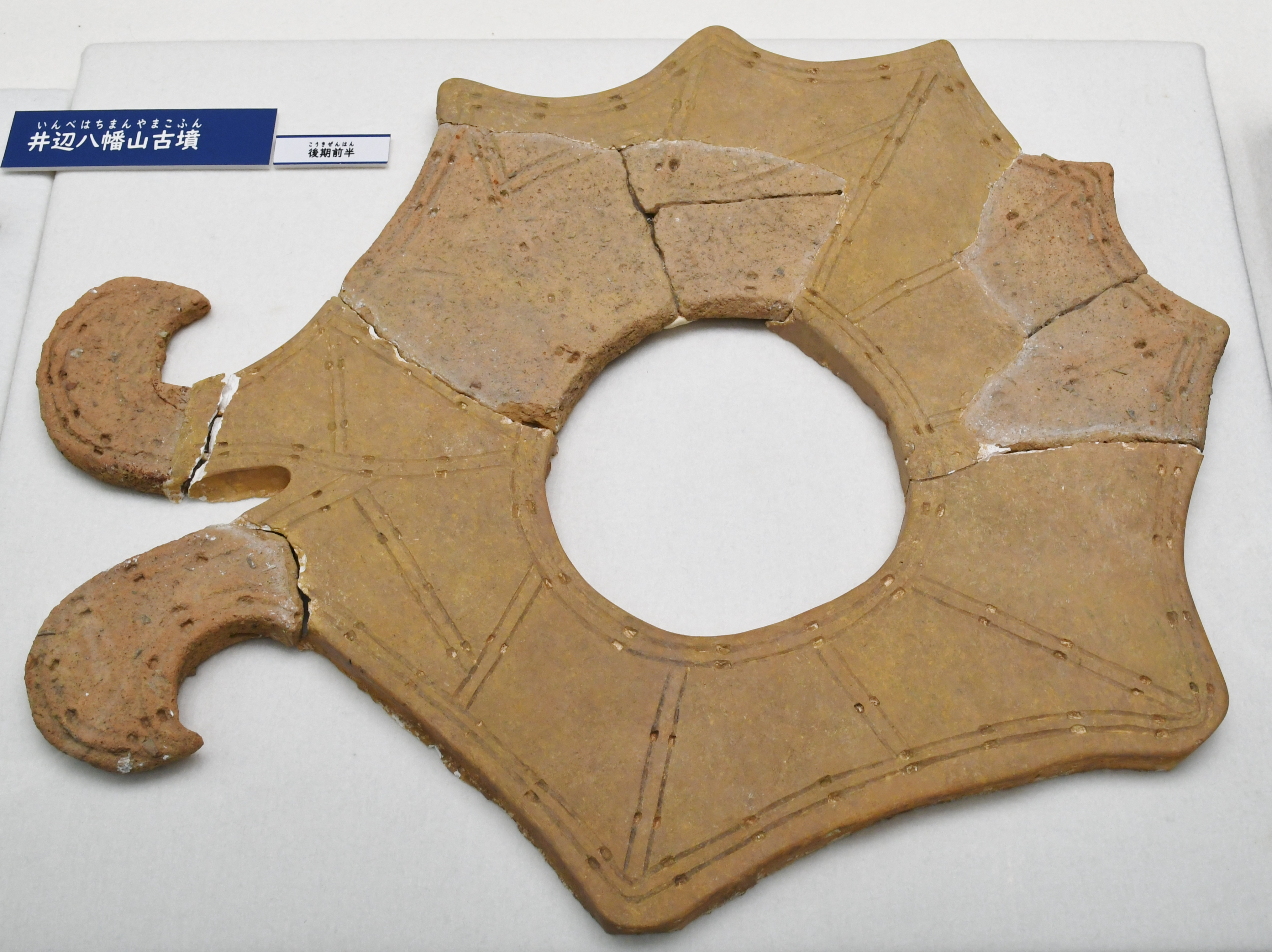
双脚輪状文形埴輪
和歌山県井辺八幡山古墳出土

双脚輪状文（そうきゃくりんじょうもん）とは、装飾古墳の壁画や形象埴輪に見られる、古墳時代の装飾文様のひとつ。その独特な形状が特徴で、文様の起源や意味について様々な考察が行われているが、定説には至っていない。

## 概要

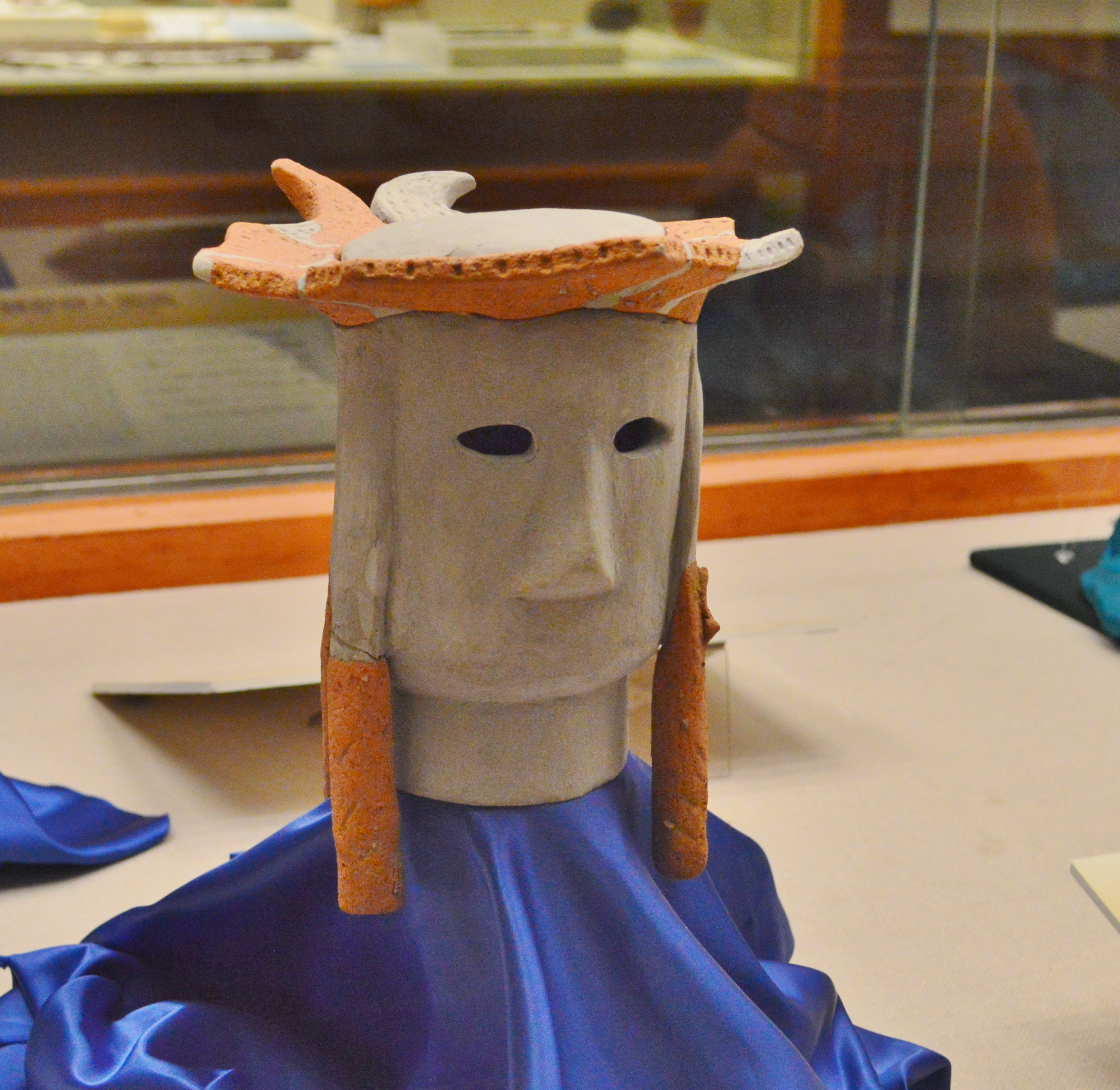
双脚輪状文形冠帽をかぶった人物埴輪
和歌山県大日山35号墳出土

壁画双脚輪状文
熊本県釜尾古墳

双脚輪状文は、中央に穴の開いた円盤状で、短い突起を複数もつ連弧状に2本の外反する長い突起（双脚）が付くことが多い。文様の起源については、スイジガイ釧・翳（さしは。貴人にかざす長い柄の付いた団扇状の用具）・蓮華文・旗指物などが候補に挙げられている。
双脚輪状文が壁画・形象埴輪として使用されたのは6世紀初頭から6世紀末までで、九州において壁画として描かれ、本州では形象埴輪（双脚輪状文形埴輪）の文様として用いられた。双脚輪状文形埴輪は、円筒型の埴輪の頂部に盤状の双脚輪状文が載る盤状双脚輪状文形埴輪と、人物埴輪の頭部に双脚輪状文形の冠帽が被される冠帽双脚輪状文人物埴輪の2種に細分される。加藤俊平は、双脚輪状文を壁画双脚輪状文・西日本型双脚輪状文形埴輪・東日本型双脚輪状文形埴輪の3つに分類し、6世紀初頭に釜尾古墳で最初に壁画が描かれて九州中北部に伝播し、やや遅れて和歌山県大谷山22号墳を経て西日本各地に伝播。6世紀前葉には群馬県中二子古墳へと伝わり北関東地域に伝播したとしている。
九州における壁画双脚輪状文は主に横穴式石室の石屋形に描かれており、釜尾古墳・横山古墳・王塚古墳・弘化谷古墳・鬼の岩屋第2号墳の5つの古墳で15個が確認されており、加藤はその分布域を火（肥）君の勢力圏内としている。双脚を持つことが共通し、壁画は赤・黄・白・黒・緑・青などに塗り分けられる。
西日本型双脚輪状文形埴輪は13個が確認されており、そのうち6つが和歌山県岩橋千塚古墳群からの出土であり、他では大分県築山古墳・愛媛県新城36号墳・香川県公文山1号墳・兵庫県新内古墳・京都府音乗谷古墳・奈良県荒蒔古墳である。加藤はその分布について、紀氏を中心として周辺に伝播したとしている。西日本型の形状は、いずれも双脚が明瞭で連弧状の形状が多い。冠帽双脚輪状文人物埴輪は大日山22号墳の2個体のみで、他は盤状双脚輪状文形埴輪で双脚輪状文を横向きに載せる。
東日本型双脚輪状文形埴輪は利根川水系と荒川水系の中流域（群馬県・埼玉県）に分布し、加藤は上毛野氏の勢力圏内としている。その内訳は、盤状双脚輪状文形埴輪が34個、冠帽双脚輪状文人物埴輪は10個である。東日本型の盤状双脚輪状文形埴輪は、双脚輪状文の載せ方に横向きと縦向きの2種があり、双脚が不明瞭なものもある。形状は総じて簡易化が進んでおり、西日本型から派生したと考えられる。
また加藤は、福島県神谷作101号墳の翳形埴輪を双脚輪状文形埴輪とし、多氏の移入によって九州から直接伝播したと推測している。

## 研究史

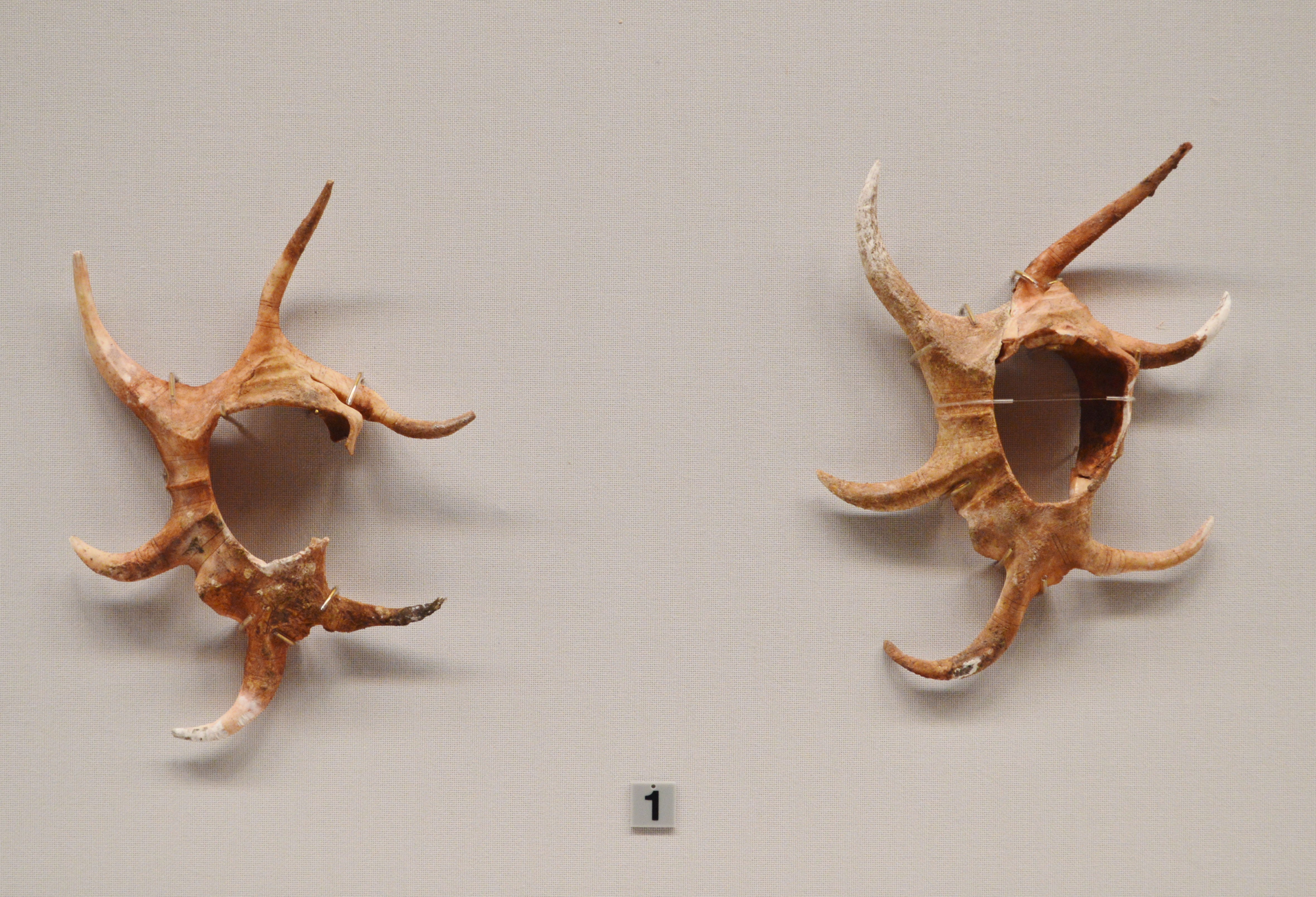
類似性が指摘されているスイジガイ釧
松林山古墳出土

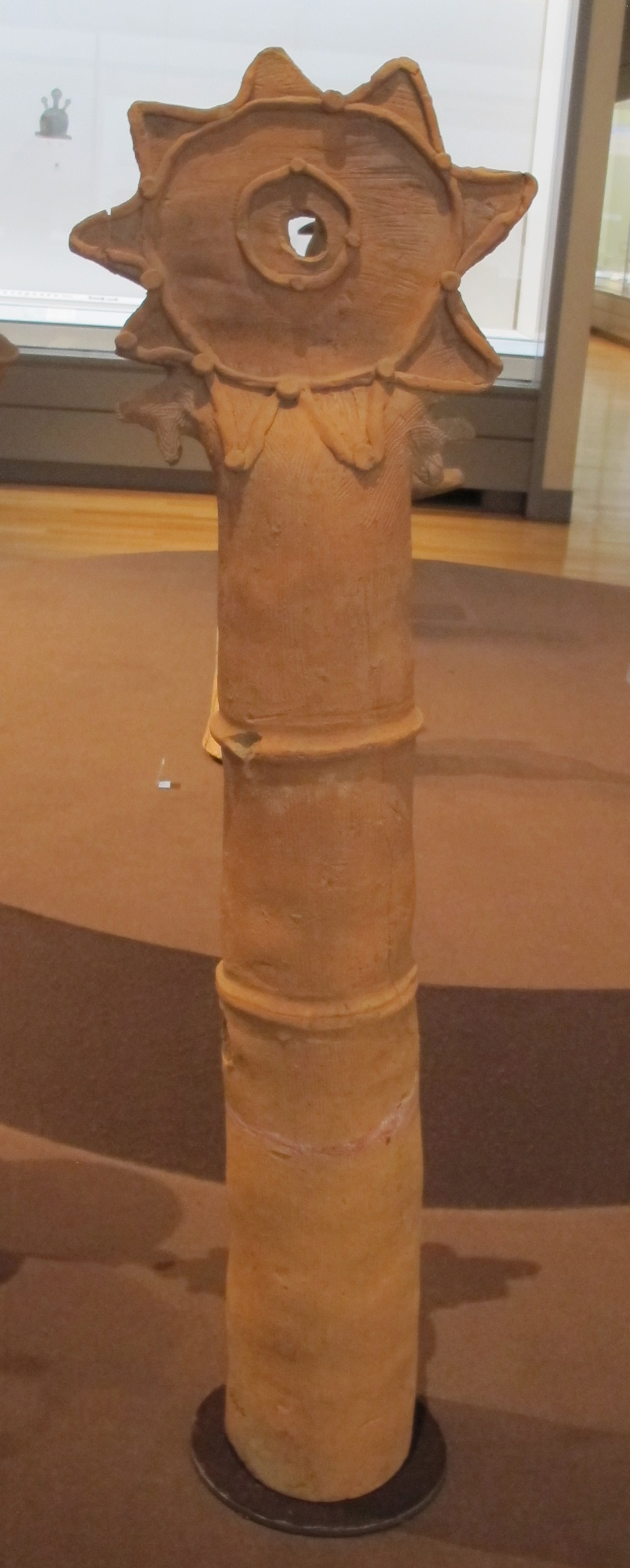
翳形埴輪
翳を双脚輪状文の起源とする説もある。伝群馬県藤岡市本郷別所出土

濱田耕作・梅原末治らは『京都帝国大学文学部考古学研究報告 第3冊』（1919年）で熊本県釜尾古墳にある壁画について「放射状突起と蕨形の突出を有する円と、その外郭を囲む曲線より構成している特殊な文様」と表現した上で、その起源について、ヒトデ・爬虫類・獣類などの動物模倣、人間の眼などの人体模倣、放射突起を持つ円形に蕨形を移入した装飾文様の組み合わせ、の3つの仮説を挙げた。
梅原末治・小林行雄らは『京都帝国大学文学部考古学研究報告 第15冊』（1940年）で福岡県王塚古墳にある壁画について、「放射状突起のある円形に蕨形を附した双脚輪状文」と記した。これが双脚輪状文の初出である。その起源については貝あるいはクラゲの可能性を消極的に挙げつつ、目的について呪術的円文とした。
熊谷宣夫は『わが古墳時代における仏教美術の影響に関する一問題』（1950年）で、王塚古墳の双脚輪状文を高句麗に起源をもつ蓮華文が単化・崩形したものとし、呪術的象徴とした。
斎藤忠は『装飾古墳の研究』（1952年）で、起源について断定は避けつつ、何らかのモチーフを基に神秘的想像を加味し誇大化した創意的文様とし、呪術的な意味合いがあるとした。
樋口隆康は『双脚輪状文とさしは』（1956年）で、香川県伝公文山古墳出土の双脚輪状文形埴輪と釜尾古墳壁画の類似性を指摘し、群馬県出土の翳形埴輪と合わせて考察してその起源を翳とした。この樋口説について、斎藤『日本装飾古墳の研究』（1973年）・乙益重隆『彫刻と彩色壁画・装飾古墳と文様』（1974年）・小田富士雄『図形文様の種類とその意義』（1974年）は否定的な見解を示している。
宇佐晋一と西谷正は『巴形銅器と双脚輪状文の起源について』（1959年）で、釜尾古墳壁画の左前壁のものが最も古い形式とし、6本の突起と外反する2本の蕨形とスイジガイ製貝釧との類似性を指摘した。
小林は『装飾古墳』（1964年）で、これまで提示された仮説について、単なる幾何学文様、器物を模った文様、花・動物・人体などの形象に分類できるとしたうえで、双脚輪状文が横位・縦位にも描かれる点は器物説にとって弱点となると指摘した。
藤井功と石山勲は『装飾古墳』（1979年）で、双脚輪状文形埴輪を2次的に転写したものが壁画の双脚輪状文とした。
若松良一は『双脚輪状文と貴人の帽子』（1991年）で、大和朝廷による朝鮮出兵の際に肥後・紀伊・上毛野の豪族が朝鮮半島からもたらした蓮華文とした。その上で、双脚輪状文形埴輪を関西型と関東型に分けて8弁の関西型が忠実な模倣で、関東型はデフォルメと装飾化が進行した形式とした。また壁画に九州の壁画文様の編年を王塚古墳から釜尾古墳・弘化谷古墳・横山古墳の順とした。
辰巳和弘は『埴輪と壁画の古代学』（1992年）などで、双脚輪状文の祖型をスイジガイ釧としたうえで、南島の民俗から呪術的な用途とした。また岡山県金蔵山古墳の盾形埴輪に描かれたスイジガイの線刻も同じ意図を持つとした。
高橋克壽は『音乗谷古墳』（2005年）などで、双脚輪状文形埴輪を2種に分類し、古墳時代前期のA種を翳形木製品、6世紀に現れるB種を九州の装飾古墳壁画にそれぞれ由来するとした。また双脚輪状文の起源については蓮華文説を採っている。
橋口達也は『護宝螺と直弧文・巴文』（2004年）で、双脚輪状文の祖型をゴホウラ貝輪とし、弥生時代以来の呪術的な伝統から生まれた文様とした。
稲村繁は『器財埴輪論』（1999年）で、翳形埴輪を3種に分類し、そのうち2種を円形双脚輪状文形埴輪と星形双脚輪状文形埴輪としたうえで、円形双脚輪状文形埴輪が祖型で星形双脚輪状文形埴輪をその変化とした。また、双脚輪状文の起源を翳形木製品として、その目的を権威を示す装飾とした。
福島雅儀は『福島県の装飾横穴』（1999年）で、王塚古墳壁画を戦陣を描いたとしたうえで、双脚輪状文を旗指物とした。
加藤俊平は『双脚輪状文の伝播と古代氏族』（2018年）で、双脚輪状文の起源をスイジガイ釧としたうえで、沖縄と交易を持つ火君が創造した文様で、古代氏族の交流と移動によって畿内と関東に伝播したとした。